# 186832 Mosser
186832 Mosser è un asteroide della fascia principale. Scoperto nel 2004, presenta un'orbita caratterizzata da un semiasse maggiore pari a 2,4245131 UA e da un'eccentricità di 0,2013844, inclinata di 2,22056° rispetto all'eclittica.
L'asteroide è dedicato all'ottico francese Mosser Roger.